# Žlkovce
Žlkovce (in ungherese Zsúk) è un comune della Slovacchia facente parte del distretto di Hlohovec, nella regione di Trnava.